# 蟹工船
『蟹工船』（かにこうせん）は、文芸誌『戦旗』で1929年（昭和4年）に発表された小林多喜二の小説である。いわゆるプロレタリア文学の代表作とされ、国際的評価も高く、いくつかの言語に翻訳されて出版されている。
1929年3月30日に完成し、『戦旗』5月号・6月号に発表。「昭和4(1929)年上半期の最高傑作」と評された。『蟹工船』の初出となった『戦旗』では検閲に配慮し、全体に伏字があった。6月号の編が新聞紙法に抵触したかどで発売頒布禁止処分。1930年7月、小林は『蟹工船』で不敬罪の追起訴となる。作中、献上品のカニ缶詰めに対する「石ころでも入れておけ! かまうもんか!」という記述が対象であった。戦後1968年、ほぼ完全な内容を収めた『定本 小林多喜二全集』（新日本出版社）が刊行された。
この小説には特定の主人公がおらず、蟹工船にて酷使される貧しい労働者達が群像として描かれている点が特徴的である。蟹工船「博光丸」のモデルになった船は実際に北洋工船蟹漁に従事していた博愛丸（元病院船）である。

## あらすじ
「おい地獄さ行（え）ぐんだで！」
蟹工船とは、戦前にオホーツク海のカムチャツカ半島沖海域で行われた北洋漁業で使用される、漁獲物の加工設備を備えた大型船である。搭載した小型船でたらば蟹を漁獲し、ただちに母船で蟹を缶詰に加工する。その母船の一隻である「博光丸」が本作の舞台である。
蟹工船は「工船」であって「航船」ではないため、航海法 は適用されず、危険な老朽船を改造して投入された。また工場でもないことから、労働法規も適用されなかった。
そのため、蟹工船は法規の空白域であり、海上の閉鎖空間である船内では、東北一円の貧困層から募集した出稼ぎ労働者に対する資本側の非人道的酷使がまかり通っていた。また北洋漁業振興の国策から、政府も資本側と結託して事態を黙認する姿勢であった。
情け知らずの監督である浅川は労働者たちを人間扱いせず、彼らは劣悪で過酷な労働環境の中、暴力・虐待・過労や病気で次々と倒れてゆく。ある時転覆した蟹工船をロシア人が救出したことがきっかけで、労働者達は異国の人も同じ人間と感じるようになり、中国人の通訳も通じ、「プロレタリアートこそ最も尊い存在」と知らされるが、船長がそれを「赤化」とみなす。学生の一人は現場の環境に比べれば、ドストエフスキーの「死の家の記録」の流刑場はましなほうという。当初は無自覚だった労働者たちはやがて権利意識に覚醒し、指導者のもとストライキ闘争に踏み切る。会社側は海軍に無線で鎮圧を要請し、接舷してきた駆逐艦から乗り込んできた水兵にスト指導者たちは逮捕され、最初のストライキは失敗に終わった。労働者たちは作戦を練り直し、再度のストライキに踏み切る。

## 再脚光
再脚光のきっかけは作者の没後75年にあたる2008年（平成20年）、毎日新聞東京本社版1月9日付の朝刊文化面に掲載された高橋源一郎と雨宮処凛との対談といわれる。同年、新潮文庫『蟹工船・党生活者』が古典としては異例の40万部が上半期で増刷され例年の100倍の勢いで売れた。5月2日付の読売新聞夕刊一面に掲載。読者層は幅広いが、特に若年層に人気がある。毎日新聞等では、日本共産党党員が近年増加しているのは蟹工船等の影響もあるのではないかと論じられた。2008年の新語・流行語大賞で流行語トップ10に「蟹工船（ブーム）」が選ばれた。
2006年（平成18年）以降、イタリア語版、韓国語新訳版、台湾からの中国語新訳版、大陸での中国語旧訳再版、「マンガ蟹工船」と合本の中国語新訳版、フランス語版、スペイン語版などが各地で出版されている。

## 舞台版
- 1929年 - 新築地劇団が上演（タイトルは「北緯五十度以北」だった）。
- 1968年 - 東京芸術座が初演。全国巡演へ。演出は村山知義。脚本は大垣肇。美術は松下朗。
- 1983年 - 東京芸術座が再演。
- 1987年 - 劇団はぐるま座が上演。
- 2009年 - 劇団俳優座が上演。脚本・演出は安川修一。
- 2010年 - 東京芸術座が上演。脚本は大垣肇。演出は“村山知義による”印南貞人・川池丈司

## 漫画版
- 東銀座出版社版 - 2006年（平成18年）刊行。帯に井上ひさしの推薦文があった。講談社+α文庫から2008年（平成20年）に再刊。両者とも解説は島村輝。
- 2007年（平成19年）9月27日、白樺文学館多喜二ライブラリーにて無料公開された[10]。
- イースト・プレス刊「まんがで読破」シリーズのひとつとして、2007年（平成19年）10月に発売。特に主人公のいない群像劇である原作に対し、森本という労働者が主役に据えられている。
- 新潮社『週刊コミックバンチ』2008年38号（8月発売）より2008年10月まで、原恵一郎・作画による連載があった。
- 『劇画 蟹工船 覇王の船』（作画：イエス小池） - 宝島社文庫より2008年10月に発売。
- 『僕らの蟹工船 小林多喜二『蟹工船』より』KADOKAWA『月刊コミックビーム』にて唐沢なをき・作画による連載があった。『蟹工船』をモチーフとしたギャグ漫画であり、原作とは大筋が似ているだけである。
- 『新約カニコウセン』白泉社『ヤングアニマル』2021年12号より原田重光・原作、真じろう・作画による連載があった。
- 集英社『少年ジャンプ+』にて漫☆画太郎が連載していた『漫古☆知新-バカでもわかる古典文学-』第1話で、『蟹工船』が原作となった内容が描かれている。

## 映画

### 1953年

『蟹工船』（1953年）

山村聡主演・初監督の作品。1953年（昭和28年）9月10日に公開。芸術祭参加作品。

#### 製作
- 製作：現代ぷろだくしょん
- 監督・脚本：山村聡
- 製作：山田典吾
- 音楽監督：伊福部昭
- 演奏：東京交響楽団
- 撮影監督：宮島義勇
- 撮影：仲沢半次郎
- 記録撮影：牛山邦一
- 特殊撮影：佐藤昌道
- 照明：吉田章、織間五郎
- 録音：空閑昌敏
- 美術監督：小島基司
- 美術：渡辺竹三郎
- 編集：今泉善珠
- 監督補佐：青山通春
- 特殊技術：奥野文四郎
- 協力：勝山町漁業協同組合

#### 出演者
- のんだくれの松木：山村聡
- 娼婦：日高澄子
- 新船医・谷口：森雅之（大映）
- 箕面：河野秋武
- 倉田：森川信
- 監督・浅川：平田未喜三
- 夏ちや：中原早苗
- 踊り子：若原春江
- 母親A：河原崎しづ江
- 工場長・藤野：御橋公
- 船長：山田巳之助
- 倉庫係・須田：谷晃
- タイワン田辺：小笠原章二郎
- ヤマ・鈴木：浜村純
- 父：久松晃
- 海軍少尉：小笠原弘
- 重役・右橋：林幹
- 周旋屋：武田正憲
- 木下：花沢徳衛
- 金比羅の辰：今成平九郎
- 大船頭・和田：石島房太郎
- 船頭・黒岩：伊丹慶治
- ：木田三千夫
- ：市村昌治
- 協力出演：前進座、東京映画俳優協会、劇団東芸、少年俳優クラブ

### 2009年
2009年（平成21年）7月4日に公開。DVDは2010年（平成22年）1月21日発売。
主題歌はNICO Touches the Wallsの「風人」。
撮影は栃木県足利市で2008年11月から12月にかけておこなわれた。

#### スタッフ
- 監督・脚本：SABU
- 音楽：森敬
- 編集：坂東直哉
- 製作委員会メンバー：IMJエンタテインメント、メディアファクトリー、マッシヴクリエイションズ、ローソンチケット、IMAGICA、スモーク
- 配給：IMJエンタテインメント
- 上映時間：109分

#### キャスト
- 漁夫・新庄：松田龍平
- 監督・浅川：西島秀俊
- 雑夫・根本：高良健吾
- 漁夫・塩田：新井浩文
- 雑夫・清水：柄本時生
- 雑夫・久米：木下隆行（TKO）
- 雑夫・八木：木本武宏（TKO）
- 雑夫・小堀：三浦誠己
- 雑夫・畑中：竹財輝之助
- 漁夫・石場：利重剛
- 漁夫・木田：清水優
- 雑夫・河津：滝藤賢一
- 雑夫・山路：山本浩司
- 雑夫・宮口：高谷基史
- 雑夫・大沼：木下春樹
- 雑夫・小池：佐々木一平
- 漁夫・中井：岡田卓也
- 漁夫・末村：澤原崇
- ロン：手塚とおる
- 雑夫長：皆川猿時
- 役員：矢島健一
- 船長：宮本大誠
- 無電係：中村靖日
- 給仕係：野間口徹
- 中佐：貴山侑哉
- 釜焚き係・大滝：東方力丸
- ミヨ子：谷村美月
- 清水の母：奥貫薫
- 石場の妻：滝沢涼子
- 久米の妻：内田春菊
- 和尚：でんでん
- 畑の役人：菅田俊
- 清水の父：大杉漣
- 久米家の通行人：森本レオ
- 缶詰作りの工程のエキストラ：西本英雄（『週刊少年マガジン』掲載の「もう、しませんから。」による。9巻に収録）